# Liste der Kulturdenkmäler in Niederwerth
In der Liste der Kulturdenkmäler in Niederwerth sind alle Kulturdenkmäler der rheinland-pfälzischen Ortsgemeinde Niederwerth aufgeführt. Grundlage ist die Denkmalliste des Landes Rheinland-Pfalz (Stand: 27. Oktober 2023).

## Einzeldenkmäler
| Bezeichnung                  | Lage                              | Baujahr                           | Beschreibung | Bild                           |
| ---------------------------- | --------------------------------- | --------------------------------- | --- | ------------------------------ |
| Kapelle                      | Hochstraße, vor Nr. 8 Lage        | Ende des 19. Jahrhunderts         | Kapelle, neugotischer Backsteinbau, Ende des 19. Jahrhunderts | weitere Bilder Fotos hochladen |
| Wohnhaus                     | Hochstraße 11 Lage                | 1740                              | Fachwerkhaus, teilweise massiv, bezeichnet 1740 | Fotos hochladen                |
| Wohnhaus                     | Hochstraße 25 Lage                | 16. oder 17. Jahrhundert          | Fachwerkhaus, teilweise massiv, im Kern aus dem 16. oder 17. Jahrhundert | BW                             |
| Katholische Kirche St. Georg | Im Kloster 1 Lage                 | 1474                              | ehemaliges Zisterzienserinnenkloster; Saalkirche 1474 geweiht, unter dem Chor zweischiffige Halle ohne Verbindung zur Kirche; Gesamtanlage mit Klosterbauten; Klostertrakt: Teil des spätgotischen Südflügels des Kreuzgangs; Ruine des Dormitoriums und Refektoriums; zwei spätmittelalterliche Grabplatten, 16. Jahrhundert; Grabplatten, 17. Jahrhundert; Friedhof: Kreuz, drittes Viertel des 15. Jahrhunderts | weitere Bilder Fotos hochladen |
| Kloster                      | Im Kloster 1/3, 7/8 Lage          | ab 1683                           | Klosterbauten; barocke Krüppelwalmdachbauten, Nr. 1/3 bezeichnet 1683 und 1751, Nr. 7/8 bezeichnet 1744; Gesamtanlage mit Klosterkirche | weitere Bilder Fotos hochladen |
| Wegekapelle                  | Rheinstraße, Ecke Im Kloster Lage | 18. Jahrhundert                   | Wegekapelle, Saalbau, Muschelnische, wohl aus dem 18. Jahrhundert | weitere Bilder Fotos hochladen |
| Gutmannsches Lehnhaus        | Rheinstraße 40 Lage               | erste Hälfte des 17. Jahrhunderts | Mittelteil und nördlicher Flügel eines 1945 zerstörten Walmdachbaus, erste Hälfte des 17. Jahrhunderts | Fotos hochladen                |